# Медвежье (Варгашинский район)
Медвежье — село Варгашинского района Курганской области Российской Федерации. Входит в состав Южного сельсовета.

## География
Расположено на южном и восточном берегу озёра, в 14 км к юго-востоку от пгт Варгаши.

## История и современность
«В начале осени 1852 года на территории Моревской волости Курганского уезда появилась группа крестьян. При беглом взгляде на них можно было заметить, что они прибыли издалека. Об этом говорил их измождённый, усталый вид, тощие котомки за плечами, лыковые лапти на ногах и характерный великорусский говор. Это были доверенные Духовщинского уезда Смоленской губернии, посланные сюда, что бы присмотреть подходящие земли для переселения. Свой выбор крестьянские ходоки остановили на землях, расположенных около Медвежьего болота и озера Кормилово, позднее переименовано в озеро Корнилово…» — (отрывок из Книги «Уголок России. Варгашинский район Курганской области» 1924—2004)
В начале XX века деревня относилась к Дубровской волости Курганского уезда, в ней действовала часовня.
В июне 1918 года установлена власть белых, а в конце октября 1919 года деревня занята красными.
В 1919 году образован Медвежьевский сельсовет.
В годы Советской власти жители села работали в колхозе им. Чапаева.
"Раньше здесь была ферма, был хороший детский сад, было большое крепкое здание, разделённое на две части с одной стороны была столовая с другой две гостиничных комнаты для приезжих. Село процветало!…Со временем моя деревенька стала увядать, на данный момент в селе осталось из старых продолжающих работу зданий: Почта, Больница, Сельский Совет, СДК, и маленькая, но уютная школа, которая 16 октября 2011 года отметила «Юбилей 125 лет со дня открытия школы в селе», в 2011 году ныне существующему зданию школы было 98 лет.
Законом Курганской области от 20 сентября 2018 года N 108 Медвежьевский сельсовет объединён с Дубровинским сельсоветом, Дундинским сельсоветом, Спорновским сельсоветом и Строевским сельсоветом в один Южный сельсовет.

## Население
| 1869 | 1912  | 1926  | 1989 | 2002 | 2010 |
| ---- | ----- | ----- | ---- | ---- | ---- |
| 829  | ↗1064 | ↗1256 | ↘315 | ↘242 | ↘171 |

Национальный состав
- По переписи населения 2002 года проживало 242 человек, из них русские — 99 %.
- По данным переписи 1926 года проживало 1256 человек, из них русские — 1252 человека, цыгане — 4 человека.

## На территории села расположены
- КФХ «Вавилов»;
- МКОУ «Дубровинская средняя образовательная школа»; филиал
- дом культуры;
- библиотека;
- филиал Варгашинской ЦРБ;
- отделение почтовой связи;
- 4 магазина[5].

## Галерея

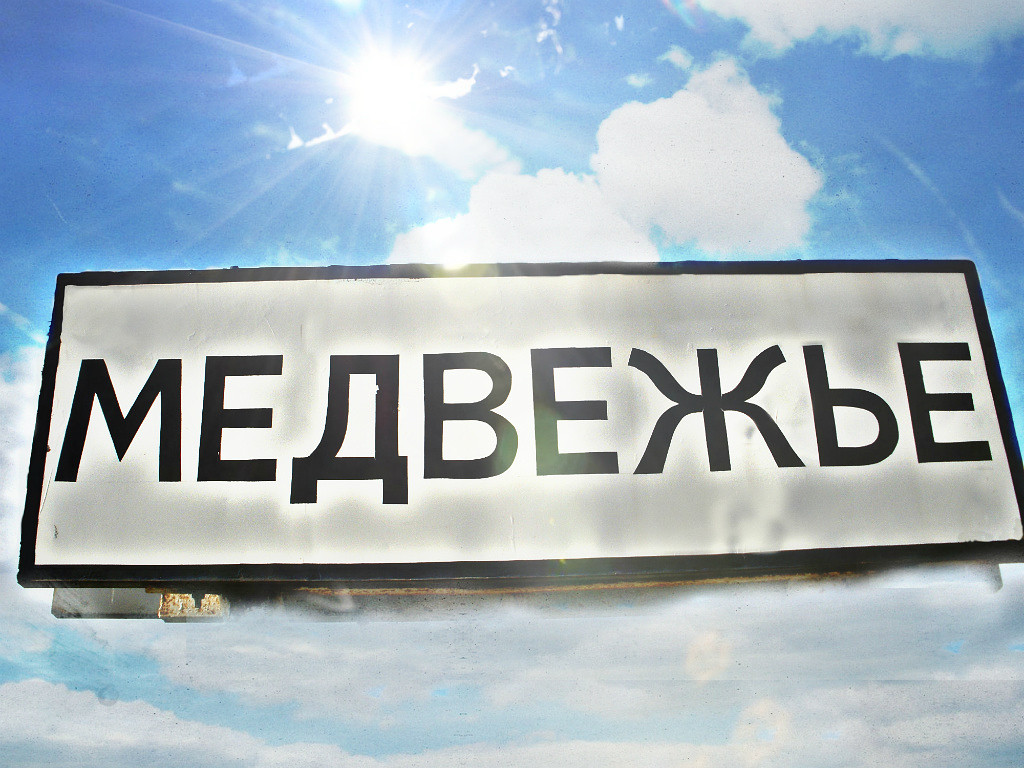
село Медвежье
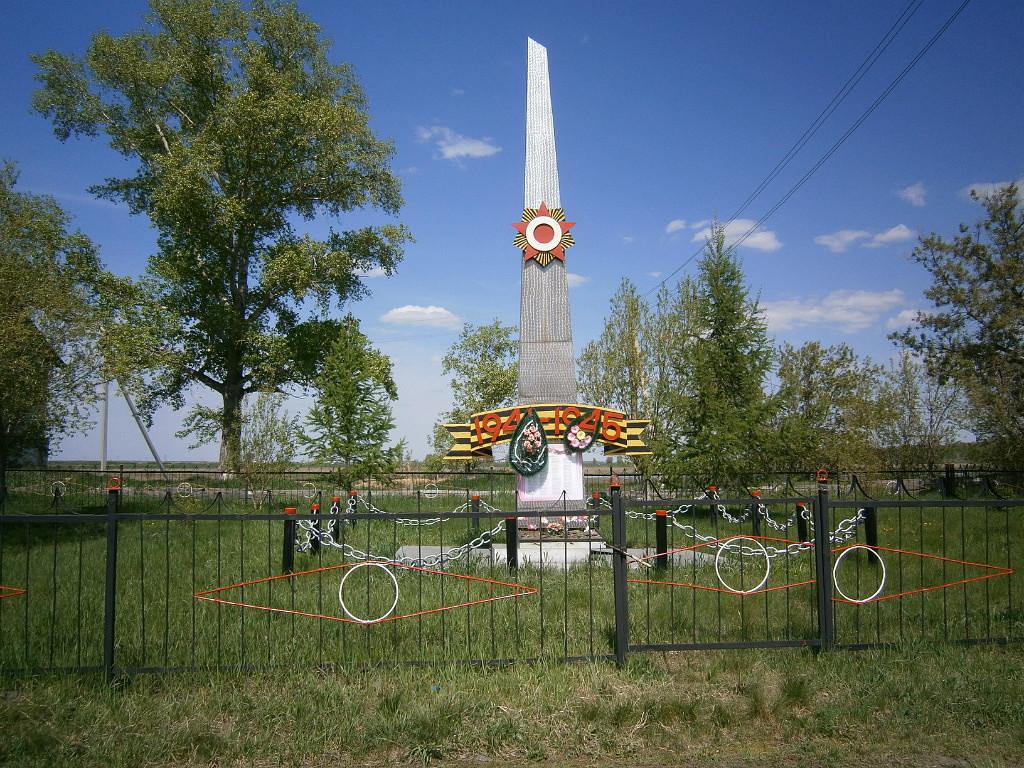
Память